# 德尼耶
德尼耶（法語：Denier，法語發音：[dənje] ⓘ）是法国上法蘭西大區加来海峡省的一个市镇，属于阿拉斯区。

## 地理
德尼耶（50°17'17"N, 2°26'38"E）面积3.1 平方千米，位于法国上法蘭西大區加来海峡省，该省份为法国北部沿海省份，西北濒北海，南至索姆省，东临北部省。
与德尼耶接壤的市镇（或旧市镇、城区）包括：昂布里讷、利安库尔、利涅勒伊、萨尔勒布瓦、博福尔-布拉万库尔、贝朗库尔勒科鲁瓦。

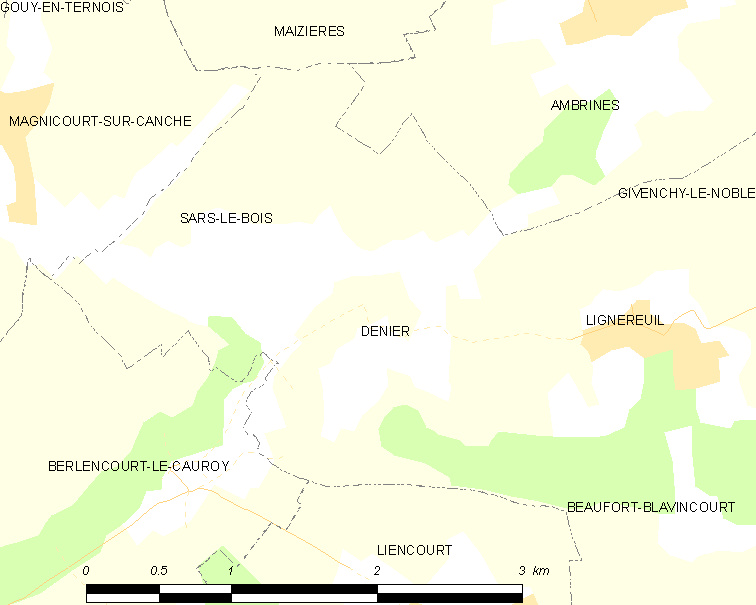
德尼耶的OSM定位图

德尼耶的时区为UTC+01:00、UTC+02:00（夏令时）。

## 行政
德尼耶的邮政编码为62810，INSEE市镇编码为62266。

## 政治
德尼耶所属的省级选区为阿韦讷勒孔特县。

## 人口

1962-2008年间德尼耶人口变化图示

德尼耶于2022年1月1日时的人口数量为93人。